# Gopalpur
Gopalpur é uma vila no distrito de Nadia, no estado indiano de Bengala Ocidental.

## Geografia
Gopalpur está localizada a 21° 51′ N, 87° 43′ L. Tem uma altitude média de 7 metros (22 pés).

## Demografia
Segundo o censo de 2001, Gopalpur tinha uma população de 6480 habitantes. Os indivíduos do sexo masculino constituem 51% da população e os do sexo feminino 49%. Gopalpur tem uma taxa de literacia de 81%, superior à média nacional de 59,5%: a literacia no sexo masculino é de 85% e no sexo feminino é de 77%. Em Gopalpur, 9% da população está abaixo dos 6 anos de idade.